# Yerko Darlic
Yerko Hernán Darlić Salinas (Santiago, Chile, 28 de noviembre de 1978) es un ex-futbolista chileno que jugó como mediocampista.

## Clubes
| Club                | País  | Año       |
| ------------------- | ----- | --------- |
| Palestino           | Chile | 1996-2003 |
| Cobreloa            | Chile | 2004      |
| Deportes La Serena  | Chile | 2005      |
| Palestino           | Chile | 2005      |
| Rangers             | Chile | 2006      |
| Unión La Calera     | Chile | 2007      |
| Municipal Iquique   | Chile | 2008-2010 |
| San Marcos de Arica | Chile | 2010-2011 |

## Palmarés

### Campeonatos nacionales
| Título           | Club     | País  | Año    |
| ---------------- | -------- | ----- | ------ |
| Primera División | Cobreloa | Chile | 2004-C |